# Ocepeia
Ocepeia ist eine ausgestorbene Gattung, die zu den Stammformen der heutigen Afrotheria gehört. Sie lebte vor 61 bis 56 Millionen Jahren und umfasste kleine Vertreter von 3,5 bis 12 kg Körpergewicht. Nachgewiesen ist Ocepeia nur aus dem Ouled-Abdoun-Becken in Marokko, das sehr fossilhaltig ist. Die Fossilien verteilen sich über eine lange Ablagerungssequenz phosphathaltiger Sedimente und werden meist beim Abbau dieser entdeckt. Das Fundmaterial von Ocepeia umfasst neben einigen Unterkieferfragmenten vor allem zwei Teilschädel, die die umfangreichsten und vollständigsten eines Höheren Säugetiers aus dem Beginn des Känozoikums in Afrika darstellen. Die Merkmale der Schädel und der Zähne lassen ein engeres systematisches Verhältnis mit den Paenungulata annehmen, womit Ocepeia eine verwandtschaftliche Nähe zu den Rüsseltieren und Seekühen besitzt. Allerdings zeigen sich auch einige Merkmale, die die Gattung in eine Beziehung mit den Afroinsectiphilia und somit mit den Tenreks und dem Erdferkel setzt. Ocepeia wurde im Jahr 2001 erstbeschrieben, da damals nur Zahnfunde zur Verfügung standen, galt die Gattung als verwandt mit den huftierartigen, heute ausgestorbenen Condylarthra. Das später entdeckte Schädelfundmaterial führte im Jahr 2014 zu einer Neubewertung der Verwandtschaftsbeziehungen.

## Merkmale

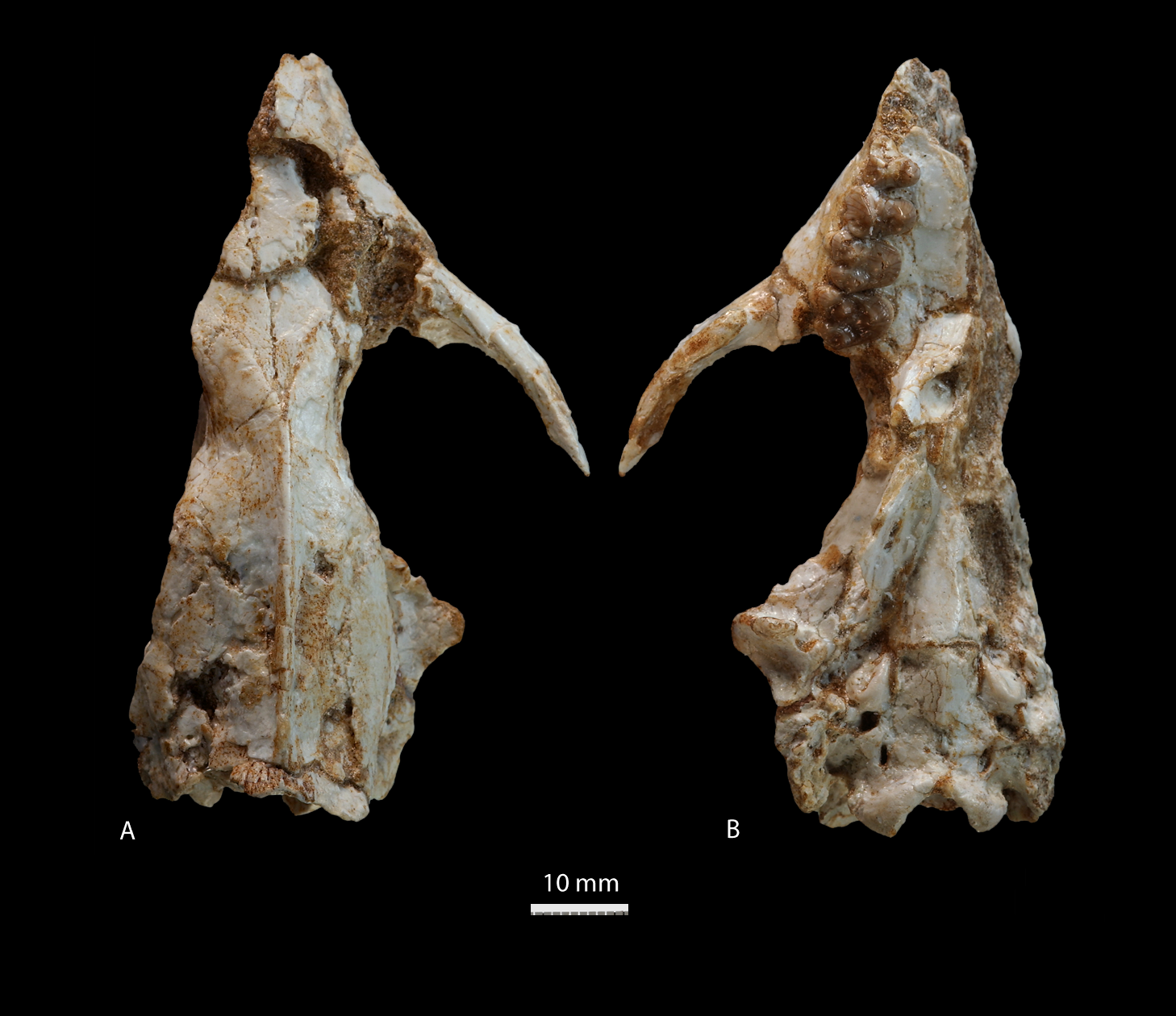
Schädel von O. dauensis, A: von oben; B: von unten

Ocepeia war ein kleiner Vertreter der frühen Höheren Säugetiere, der aber bisher nur durch einige Schädelreste und Gebissfragmente überliefert ist. Anhand dieser wird für kleinere Angehörige ein Gewicht von durchschnittlich 3,5 kg angenommen, größere wogen rund 12 kg. Der Schädel ist bisher nur für die kleinere Form belegt. Dieser erreichte rekonstruiert eine Länge von 9 cm und eine Breite an den Jochbögen von 6,5 cm. Allgemein war der Schädel niedrig und sehr robust, vor allem am Scheitel-, Hinterhaupts- und Schläfenbein des Hirnschädels traten verdickte Knochen auf, die mit luftgefüllten, kleinen Kämmerchen versehen waren. Das Rostrum war dagegen sehr kurz und machte nur etwa ein Drittel der Schädellänge aus. Dafür war es mit rund 2,5 cm Höhe sehr hoch. Dadurch wirkte die gesamte Stirnlinie deutlich gerade verlaufend. Die kurze Schnauze wurde durch Längenreduktion des Stirn- und Nasenbeins hervorgerufen. Das Nasenbein verbreiterte sich nach hinten und stand hoch über den ebenfalls sehr kurzen Mittelkieferknochen. Dadurch war ein zwar ebenfalls kurzer, aber hoher Naseninnenraum ausgebildet, der auch aufgrund seiner großen Weite recht voluminös wirkte. Die Jochbögen schwangen weit aus und hatten einen kräftigen Bau. Im Gegensatz zur verkürzten Schnauze war der Hirnschädel verlängert, so vor allem an den Scheitelbeinen. Zwischen diesem paarigen Knochen setzte ein rund 4 cm langer, robuster Scheitelkamm an, der aber nicht blattartig ausgebildet war. Das Augenfenster befand sich vergleichsweise weit hinten im Schädel, oberhalb des zweiten bis dritten Molaren.

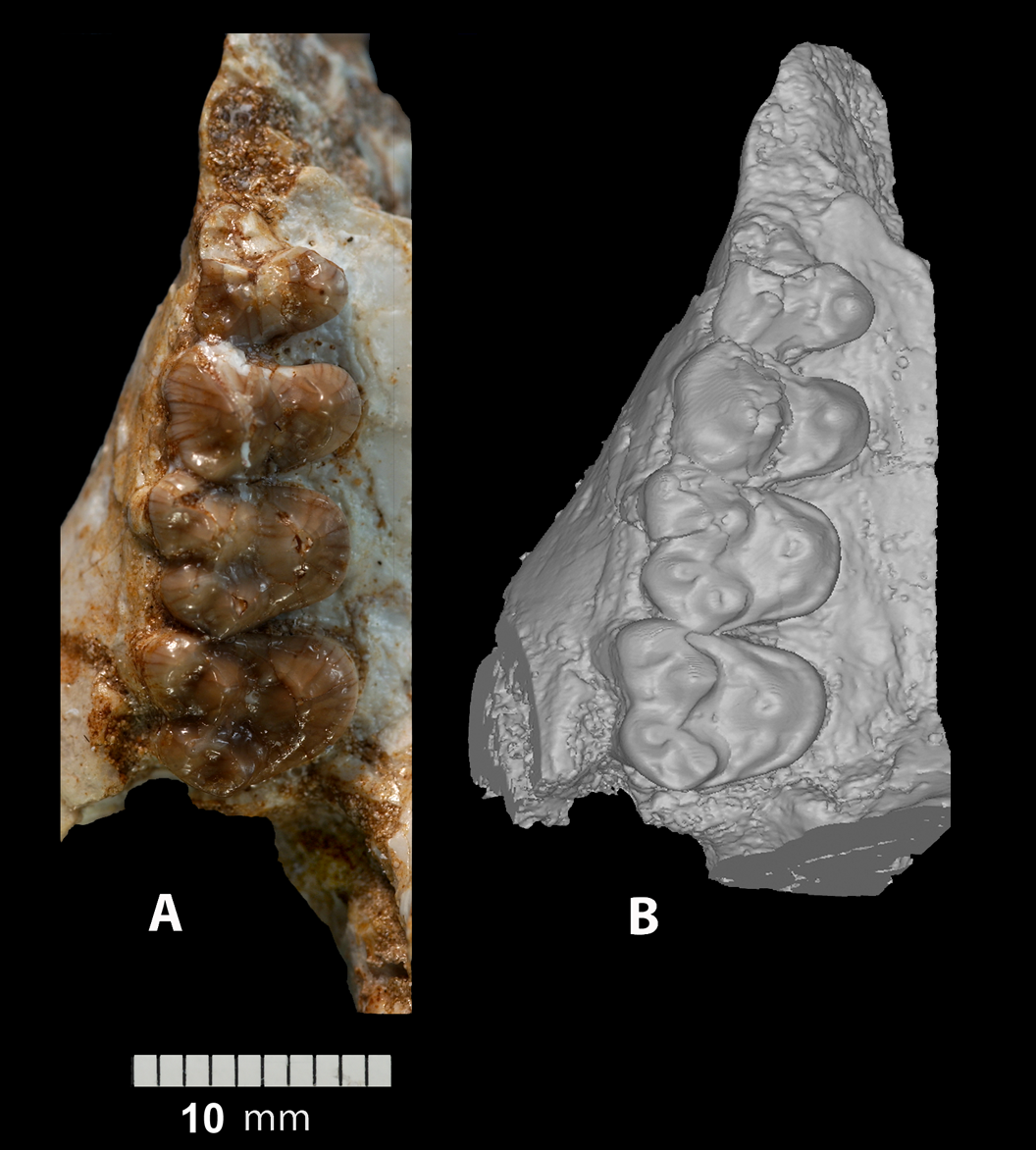
Oberkieferzähne von O. daouiensis, links Original, rechts Modell

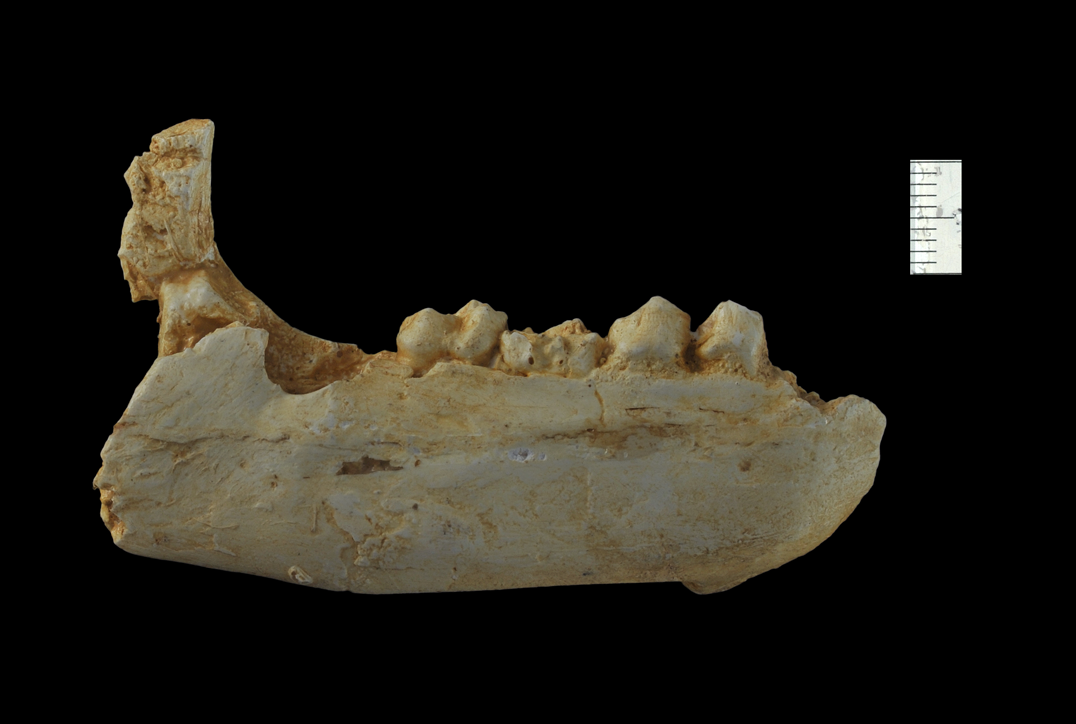
Unterkiefer von O. grandis

Der Unterkiefer ist nicht vollständig überliefert, zeigte aber ebenfalls einen robusten Bau mit einem sehr hohen Knochenkörper, der unterhalb des zweiten Molaren über 1,7 cm Höhe erreichte und zusätzlich im mittleren Bereich mit einer Breite von 0,9 cm etwas verdickt war. Die Symphyse war relativ kurz ausgebildet und teilweise verwachsen. Die Gelenkfortsätze überragten die Zahnreihe deutlich. Ein großes Foramen mentale befand sich zwischen dem Eckzahn und dem vordersten Prämolaren, ein kleineres zwischen dem hintersten Prä- und dem vordersten Molaren. Das Gebiss war bereits reduziert und zeichnete sich durch den Verlust der vorderen Prämolaren aus. Die Zahnformel lautete entsprechend: {\displaystyle {\frac {3.1.2.3}{3.1.2.3}}}, insgesamt waren 36 Zähne ausgebildet. Die Schneidezähne sind nur unvollständig bekannt, der jeweils zweite im Oberkiefer war aber markant vergrößert und ragte leicht schräg nach vorn (procumbent), während der dritte sowohl im Ober- als auch im Unterkiefer sehr klein oder stark reduziert war. Der Eckzahn besaß eine spitze und leicht konische Gestalt und verfügte über eine scharfe Kante auf der Vorderseite. Er überragte die anderen Zähne teilweise deutlich. Vom vorderen Gebiss trennte ihn ein kurzes Diastema, zum hinteren war keins ausgebildet, was trotz der in ihrer Anzahl reduzierten Prämolaren auf die Kürzung der Schnauze zurückzuführen ist. Die Backenzähne waren insgesamt niederkronig (brachyodont) gestaltet und relativ groß. Die Prämolaren zeigten teilweise Molarisierungen und ähnelten dadurch den hinteren Backenzähnen. Auf der Kauoberfläche war ein höckeriges Zahnschmelzmuster (bunodont) ausgebildet, allerdings bildeten die Buckel an der wangenseitigen Kaufläche eine Einheit, die ein w-förmiger Verlauf des Zahnschmelzes miteinander verband, sodass ein bunoselenodonter Eindruck entstand. Die Größe der Molaren nahm leicht nach hinten zu. Die Länge variierte zwischen 6,4 und 7 mm bei den kleineren Vertretern mit einer Zahnreihenlänge vom Eckzahn bis zum letzten Molar von 4,1 cm.

## Fossilfunde

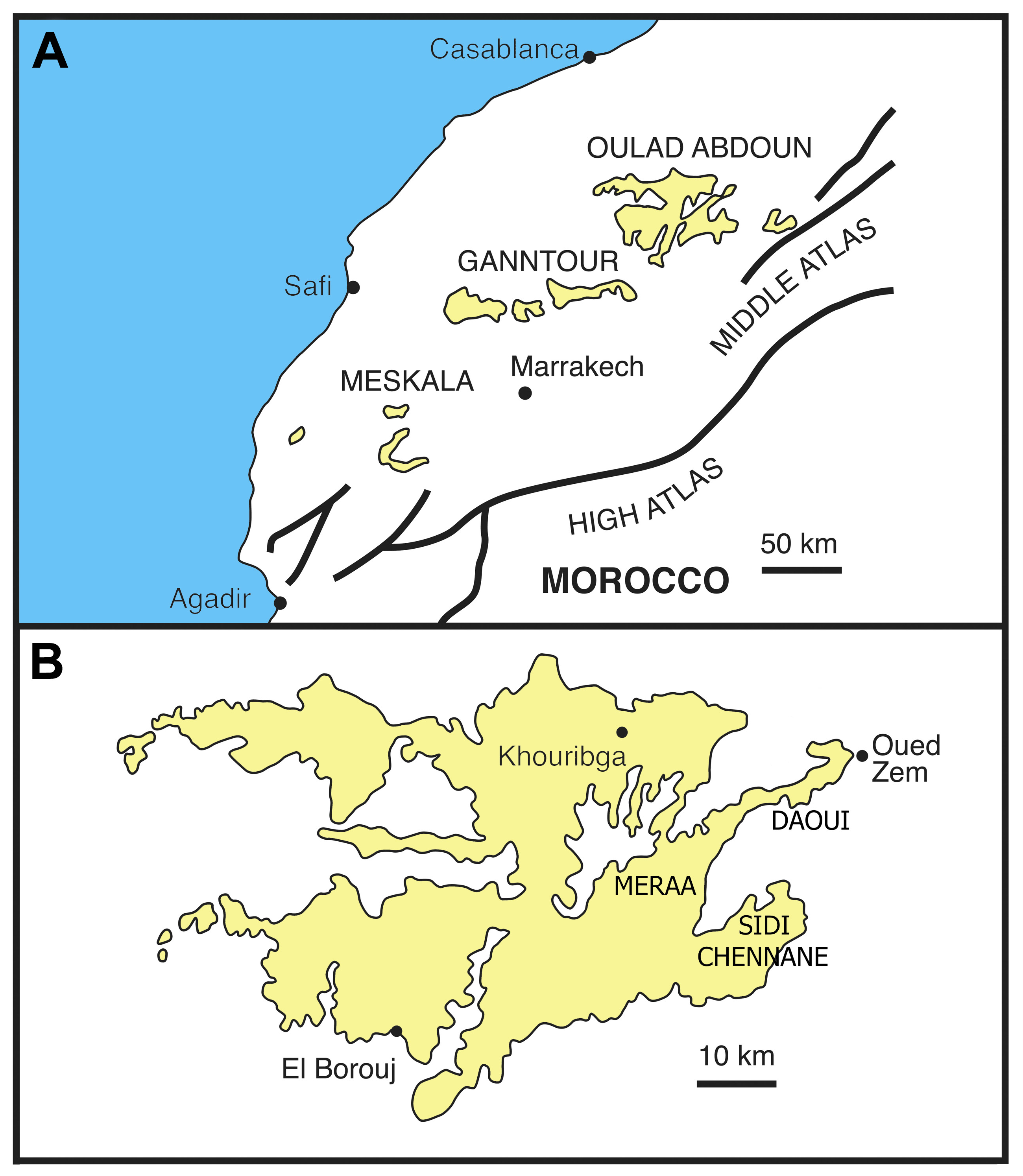
Das Ouled-Abdoun-Becken in Marokko

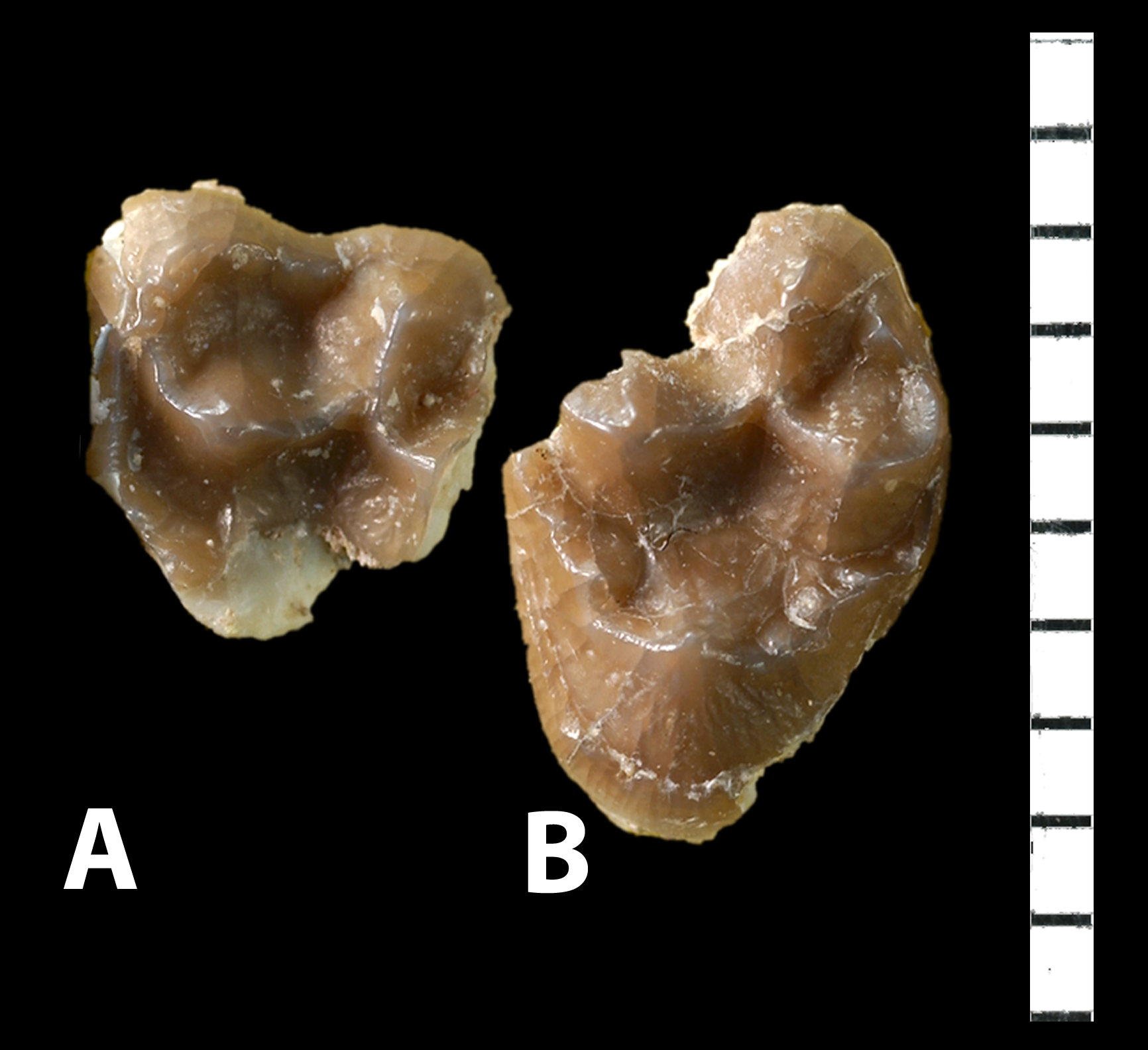
Isolierte Oberkieferzähne von O. grandis

Funde von Ocepeia wurden bisher nur im Ouled-Abdoun-Becken in Marokko gefunden, das rund 70 km südlich von Casablanca liegt. Das Ouled-Abdoun-Becken ist reich an phosphathaltigen Ablagerungen, die im Übergang von der Kreide zum frühen Paläogen entstanden waren. Die phosphathaltigen Sedimente, die nicht durchgehend ausgebildet sind, erreichen von N nach S eine Mächtigkeit von 30 bis 300 m und decken einen Zeitraum von rund 25 Millionen Jahren ab (Maastrichtium bis Ypresium vor 72 bis 48 Millionen Jahren). Sie gehören damit zu den umfangreichsten Ablagerungssequenzen dieser Art im Bereich des ehemaligen Tethys-Ozeans. Es handelt sich dabei um marine Ablagerungen, die unter Einfluss eines warmen, kontinentalnahen und zumeist flachen Meeres entstanden. Sie sind reich an Fossilien, vor allem Meeresbewohnern, aber auch Landwirbeltieren. Bisher wurden rund 330 Arten nachgewiesen, darunter unter anderem die ältesten Reste känozoischer Säugetiere in ganz Afrika. Bekannt wurde das Ouled-Abdoun-Becken vor allem durch die hier auftretenden, urtümlichen Rüsseltiere, von denen unter anderem Eritherium und Daouitherium zu den ältesten Formen überhaupt gehören. Ein Großteil der Fossilien wird beim Phosphatabbau gefunden, der in mehreren Minen verteilt über das Ouled-Abdoun-Becken erfolgt.
Der erste Fund kam 1997 im Bereich Grand Daoui im Osten des Beckens während einer Forschungsexpedition des Pariser Muséum national d’histoire naturelle zum Vorschein, im gleichen Zeitraum wurden Stücke auf französischen Fossilienmärkten aufgekauft. Es handelt sich um rechte und linke Unterkieferbruchstücke, die zur Aufstellung der Gattung Ocepeia dienten und dabei die kleinere Form O. daouiensis repräsentieren. Weitere Funde der gleichen Art kamen später aus Sidi Chennane im Südosten des Ouled-Abdoun-Beckens zum Vorschein, so ein nahezu vollständiger Unterkiefer mit der vollständigen hinteren Bezahnung (P3 bis M3) und einige vordere Unterkieferbruchstücke mit den Alveolen der vorderen Zähne. Mit der Erschließung neuer Fundstellen im Bereich von Sidi Chennane zu Beginn des 21. Jahrhunderts konnten die bisher bedeutendsten Funde geborgen werden, zwei Teilschädel, die wohl jeweils einem jungadulten männlichen und weiblichen Tier zugewiesen werden können. Die Funde von O. daouiensis entstammen überwiegend einer älteren Fundschicht, dem Lower Bone Bed, nahe der Basis des sogenannten Bed IIa. Die gesamte Abfolge des Bed IIa wird allgemein in das späte Paläozän, dem Thanetium datiert. Aufgrund lokalstratigraphischer Bedingungen ist aber das ältere, dem ausgehenden Mittelpaläozän angehörende Seelandium nicht vom Thanetium abtrennbar. Allerdings befürworten charakteristische Beifunde, etwa die Plattenkiemer-Fauna, und Isotopenuntersuchungen mit Hilfe des Kohlenstoffs eine Datierung des unteren Bereiches des Bed IIa in das Seelandium, womit die Funde zwischen 61 und 58 Millionen Jahre alt sein dürften. Überreste einer größeren Art, die O. grandis genannt wird, kamen dagegen aus dem Upper Bone Bed am oberen Ende des Bed IIa zu Tage. Repräsentiert wird dieser Vertreter durch mehrere Unterkieferteile und isolierte Zähne. Da es sich meist um Funde lokaler Arbeiter handelt, ist die genaue Herkunft innerhalb des Ouled-Abdoun-Beckens nicht immer genau einzugrenzen. Das Upper Bone Bed ist eindeutig dem Thanetium zuzuweisen und dürfte somit ein Alter von 58 bis 56 Millionen Jahre aufweisen.

## Paläobiologie

### Körpergewicht

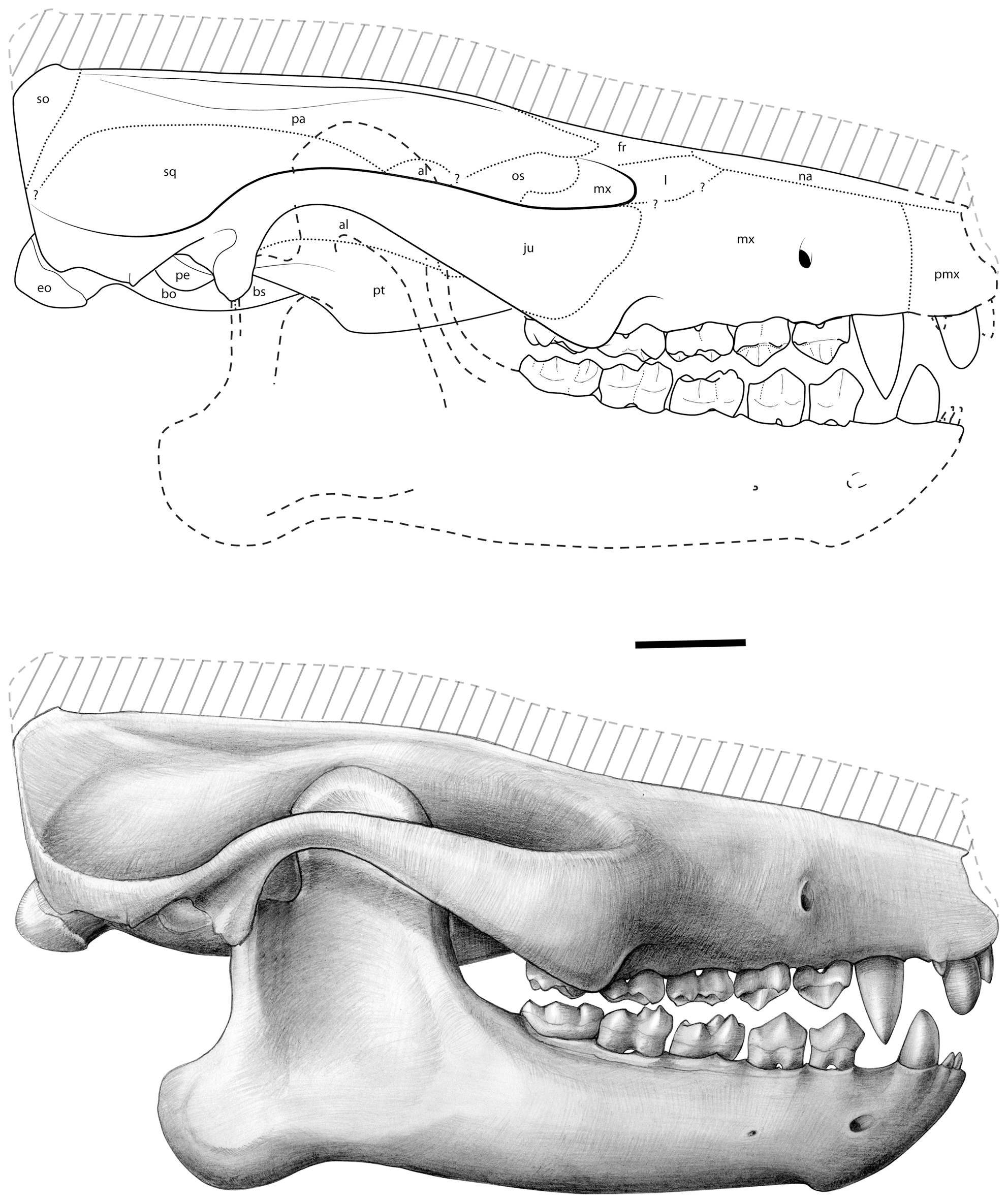
Schädelrekonstruktion von Ocepeia in Seitenansicht

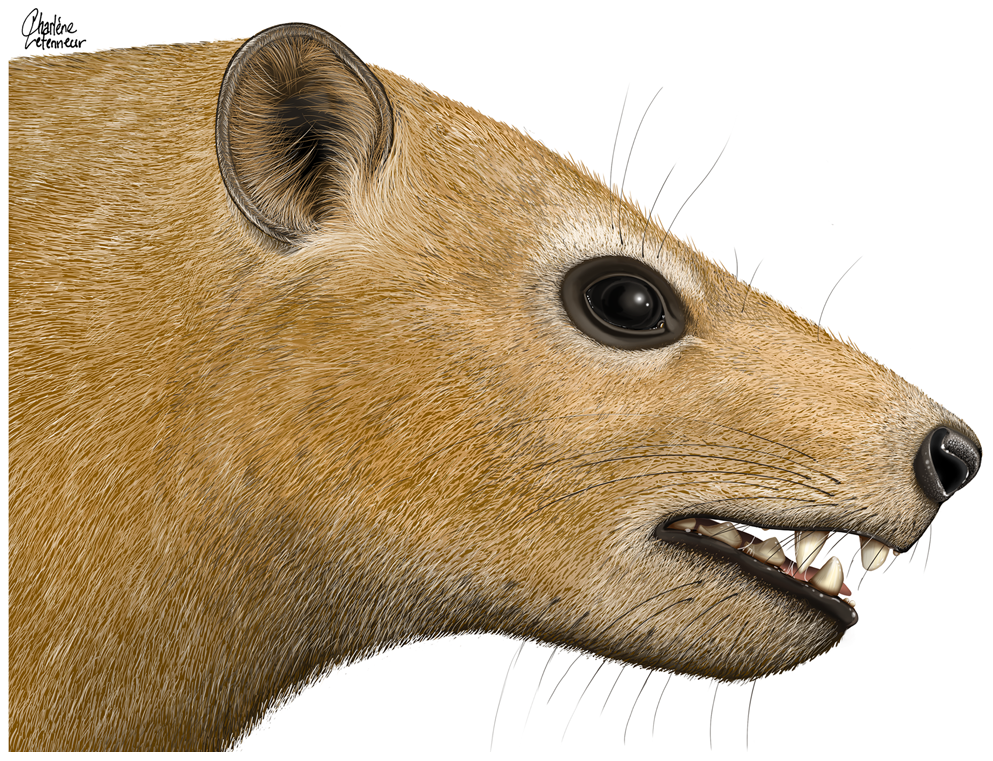
Lebendrekonstruktion von Ocepeia

Zur Rekonstruktion des Körpergewichts wurden überwiegend die Längen der Molaren und des Schädels herangezogen, eine Methode, die sich vor allem bei Huftieren bewährt hat. Ursprünglich wurde das Gewicht von O. daouiensis mit 5,2 bis 6,1 kg angenommen und wäre damit ähnlich schwer wie das zu den Condylarthra gehörende Ectocion. Spätere Messungen am ersten Molar ergaben Angaben von 7,9 bis 9,3 kg für das kleinere O. daouiensis und 19,5 kg für das größere O. grandis. Da heutige Huftiere (Paarhufer und Unpaarhufer) aber deutlichere Größenunterschiede hinsichtlich der kleineren vorderen und größeren hinteren Molaren aufweisen als es bei Ocepeia mit seinen nur wenig variierenden hinteren Backenzähnen der Fall ist, müssen diese Werte als zu hoch angesehen werden. Die Ergebnisse für gleichzeitige Messungen am hintersten Molar liegen bei 2,7 bis 3,5 kg für O. daouiensis und bei 10,4 bis 12,3 kg für O. grandis, was im Vergleich zu heutigen Huftieren bezogen auf die Zahngröße realistischer sein dürfte. Bei Ermittlung des Körpergewichtes mithilfe der Schädelmaße konnte für O. daouiensis eine Masse von 3,4 bis 4 kg errechnet werden (von O. grandis sind keine Schädelreste bekannt), was etwa im Bereich der Ergebnisse für den dritten Molaren liegt. O. daouiensis besaß somit ein Körpergewicht vergleichbar zu heutigen Schliefern.

### Lebensweise
Die Gestaltung der Backenzähne mit ihren selenobunodonten Kauflächenmuster lässt auf eine allgemein pflanzenfresserische Lebensweise schließen. Die gerundeten Zahnschmelzhöcker sprechen dabei für eher weiche Kost, etwa Blätter, die mit diesen gut zerkleinert werden konnte, was sich auch mit Hilfe von Abnutzungsspuren an einigen Zähnen feststellen ließ. Da aber O. grandis deutlich spitzere Höckerchen aufweist, die besser zum Zermahlen oder Zerraspeln von Nahrung geeignet sind, ist hier ein Verzehr von härteren Materialien anzunehmen. Ungewöhnlich ist vor allem die kurze Schnauze, die so von Huftieren nicht bekannt ist und eher an Primaten erinnert. Eventuell stand diese mit einer speziellen Anpassung an den Lebensraum zusammen, wobei bisher aufgrund des fehlenden Körperskelettes nur spekuliert werden kann, ob Ocepeia eventuell einer primatenähnlichen, baumbewohnenden (arboricolen) Lebensweise nachging.
An den beiden bisher bekannten Schädel lassen sich Unterschiede in der Robustheit erkennen. So weist der eine Schädel einen allgemein deutlich kräftigeren Bau auf mit vergrößertem Eckzahn und stärkerem sowie höherem Sagittalkamm, während der andere graziler gestaltet ist. Dies wird mit einem Sexualdimorphismus in Verbindung gebracht, demnach männliche Tiere kräftiger gebaut waren als weibliche. Bemerkenswert an beiden Schädeln sind die pneumatisierten Knochen am Schädel, die eine Parallelentwicklung zu den Rüsseltieren darstellen. Ihre Funktion ist unbekannt, doch möglicherweise stellen sie eine spezialisierte Struktur dar, die zur Übertragung von Lauten beitrug.
Der Bau des Innenohrs erlaubt einzelne weitere Rückschlüsse auf die Lebensweise von Ocepeia. Allgemein ist das Innenohr relativ klein im Vergleich zum Schädel. Die Eigenschaft teilt sich Ocepeia mit einigen heutigen Afroinsectiphilia wie den Tenreks und den Goldmullen. Die Gehörschnecke nimmt davon aber mit rund 66 % einen vergleichsweise hohen Anteil ein. Ihr Volumen beträgt absolut rund 11,7 mm³ gegenüber dem gesamten Labyrinth mit 17,5 mm³. Sie weist 2,13 Windungen auf, was in etwa 765° resultiert, deutlich mehr als bei frühen Rüsseltieren wie Numidotherium oder frühen Schliefern wie Seggeurius. An der Basiswindung ist eine Lamina spiralis secundaria (sekundäre Lamina) ausgebildet, die ebenfalls bei frühen Rüsseltieren vorkommt. Sowohl die Windungsanzahl als auch die sekundäre Lamina sind Indikatoren für die auditive Wahrnehmung. Bei den heutigen Elefanten zeigt die Gehörschnecke mehr Windungen und es fehlt eine sekundäre Lamina, wodurch bei ihnen die Basilarmembran weit ausgedehnt ist. Dies gilt als eine Anpassung an das Hören im Infraschallbereich, was bei Elefanten gut ausgeprägt ist. Kalkulationen zufolge lag der wahrgenommene Frequenzbereich bei Ocepeia zwischen 0,12 und 29,5 kHz. Damit waren die Tiere nur bedingt sensitiv für tiefe Töne, allerdings teils stärker als bei anderen frühen Höheren Säugetieren, wofür auch die geringe Breite der sekundären Lamina bei Ocepeia spricht. Der obere Wert streift den Ultraschallbereich, aber auch hier zeigt sich Ocepeia nicht als ausgesprochener Spezialist, da die sekundäre Lamina nur die Basiswindung der Gehörschnecke einnimmt. Die Bogengänge wiederum sind gut ausgeformt, aber klein und dünn. Der größte ist der vordere, typisch für zahlreiche Höhere Säugetiere, der kleinste der äußere. Der hintere Bogengang steht in einem Winkel von 25° zur Schädelbasis. Dies bedeutet, dass bei einer horizontalen Lagerung des hinteren Bogengangs der Kopf eine Position mit der Nase nach unten einnahm, was unter anderem auch bei den Gürteltieren der Fall ist. Teilweise wird eine derartige anatomische Anordnung mit einer stärkeren bodennahen Nahrungsaufnahme in Verbindung gebracht. Mitunter dient der Umfang der Bogengänge auch der Rekonstruktion der Agilität und der Sehstärke eines Tieres, beides steigt mit zunehmender Größe der Bogengänge. Im Fall von Ocepeia lassen die kleinen Bogengänge eine geringe Agilität und reduzierte Sehstärke vermuten, letzterers wäre koinzident mit einer rekonstruierten Augengröße von rund 15 mm. Die Aussagekraft der Bogengänge wird allerdings auch kritisch gesehen.

## Systematik

### Äußere und innere Systematik
Ocepeia ist eine Gattung aus der Familie der Ocepeiidae und deren einziges Mitglied. Diese wiederum gehört zu den Afrotheria, einer der vier großen Hauptlinien der Höheren Säugetiere. Innerhalb der Afrotheria gilt Ocepeia als eine der Stammformen. Eine genaue Zuweisung zu einer bestimmten Ordnung ist bisher nicht erfolgt, es besteht aber die Wahrscheinlichkeit, dass die Gattung den Paenungulata und damit den Rüsseltieren, Schliefern und Seekühen nahesteht.
Innerhalb der Gattung Ocepeia werden zwei Arten unterschieden:
- O. daouiensis Gheerbrant & Sudre, 2001; kleinere und ältere Art
- O. grandis Gheerbrant, 2014; größere und jüngere Art

### Verwandtschaft vonOcepeiazu den Großgruppen der Afrotheria

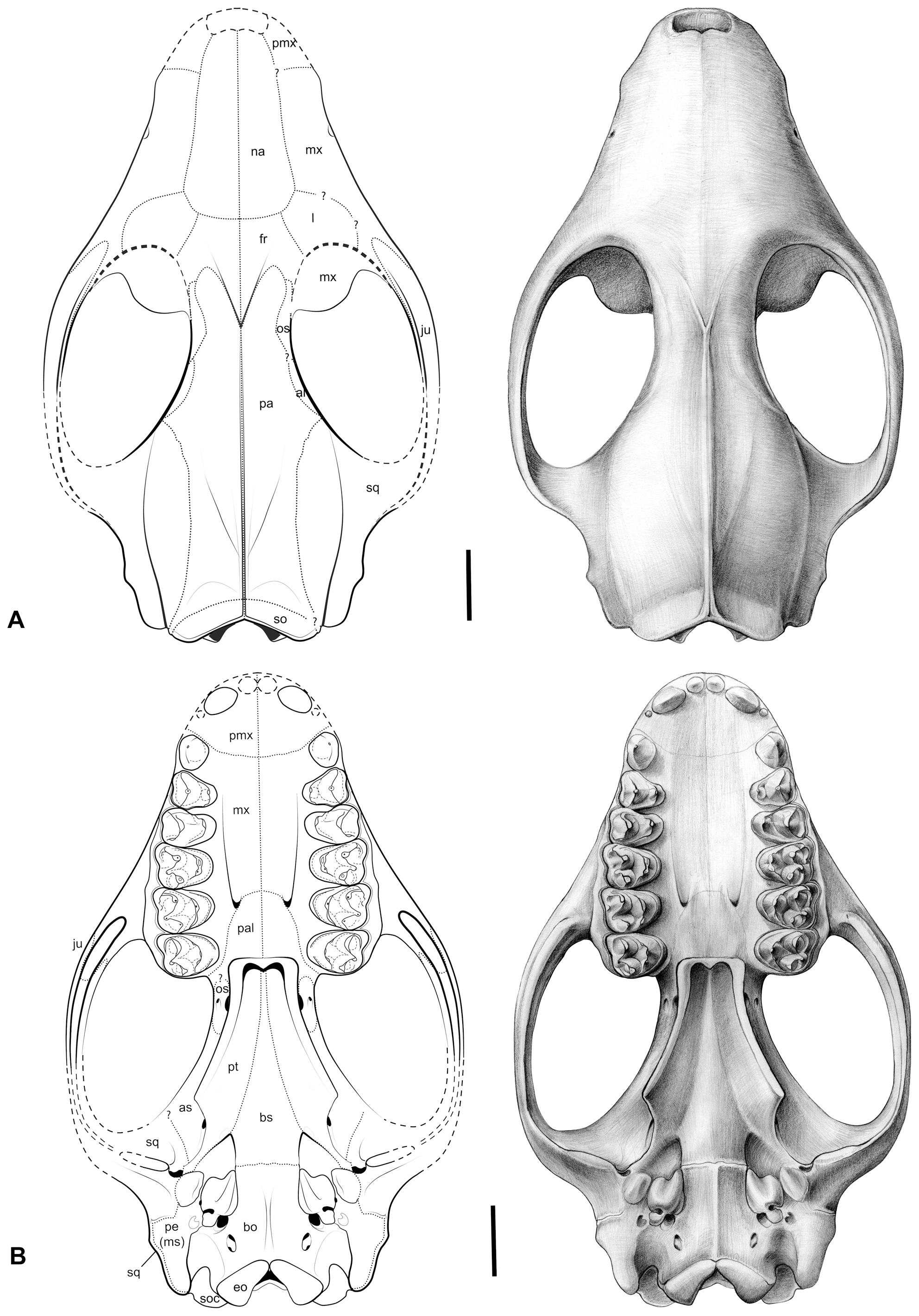
Schädelrekonstruktion von Ocepeia von oben und unten

Insgesamt ist der Schädel von Ocepeia relativ urtümlich gebaut und weist dabei einige generelle Merkmale der Höheren Säugetiere auf. Sehr ursprünglich ist dabei unter anderem der fehlende Kontakt zwischen Oberkiefer und Stirnbein. Besondere Merkmale des Schädels finden sich aber unter anderem in der stark verkürzten Schnauze und dem verlängerten Hirnschädel, weiterhin auch in der kurzen Unterkiefersymphyse, der gepressten Gestaltung des Eckzahns und in der Reduktion der vorderen Backenzähne. In dieser Hinsicht weist Ocepeia einige Ähnlichkeiten zu den Primaten auf, allerdings dürften diese konvergente Entwicklungen darstellen. Das betrifft auch unter anderem die gerade Stirnlinie, was an die Pantolesta erinnert, ausgestorbene, semiaquatisch lebende Tiere mit näherer Verwandtschaft zu den Insektenfressern. Vorläufige Kladistische Analysen sahen Ocepeia nahe an der Basis der Afrotheria und gruppierten es vorerst zusammen mit dem ausgestorbenen Ptolemaia dem heute noch lebenden Erdferkel (Orycteropus) und der zu den Tenrekartigen gehörigen Großen Otterspitzmaus (Potamogale). Alle drei Gruppen formen die Afroinsectiphilia, wobei die Zugehörigkeit von Ocepeia zu den Afroinsectiphilia nur auf einigen wenigen Schädelmerkmalen beruhte, etwa im Bereich der Augen (reduzierter Processus postorbitalis). Die Backenzähne weisen allerdings auf eine mögliche nähere Stellung zu den Paenungulata hin. Dafür spricht unter anderem das selenobunodonte Kauflächenmuster der hinteren Backenzähne, was ein Merkmal vieler Huftier-Linien ist. Auch der Schädel besitzt einige gemeinsame Merkmale mit den Paenungulata, etwa der weite Naseninnenraum und der Bau des Jochbogens. Die deutlich vergrößerten und procumbenten zweiten Oberkieferschneidezähne entsprechen in etwa denen der frühen Rüsseltiere, welche zur Kronengruppe der Paenungulata gehören und bei denen sich aus diesen später die Stoßzähne entwickelten. Ebenso erinnert der kleine dritte Schneidezahn im Unterkiefer an die frühen Rüsseltiere, wobei die Reduktion bei Ocepeia nicht so weit fortgeschritten ist wie im Vergleich zu Eritherium oder gar Phosphatherium. Die schon reduzierten ersten beiden Prämolaren zeigen aber an, dass Ocepeia nicht direkt in der Vorahnenlinie der heutigen Vertreter der Paenungulata steht. Vielmehr handelt es sich bei der Gattung um einen frühen Abzweig der ursprünglichen Afrotheria mit stärker generalisiertem Schädelbau, der eine eigenständige Entwicklung durchlief. Aufgrund der Mischung von Merkmalen der Afroinsectiphilia und der Paenungulata, wurde Ocepeia zeitweilig als „Übergangsfossil“ zwischen diesen beiden Gruppen der Afrotheria angesehen. In weiteren kladistischen Analysen im Jahr 2016 unter Einbeziehung weitere paläozäner afrikanischer Fossilfunde konnte die nahe Verwandtschaft mit den Paenungulata bestätigt werden. Die Verwandtschaft lässt sich unter anderem an den vierhöckrigen (quadritubercular) vorderen Mahlzähnen aufzeigen, wie etwa am Hypoconus, einem der Haupthöcker der Oberkiefermolaren, der bei den Paenungulata aus einem kleinen Nebenhöcker, dem Metaconule, entstand (was abweichend beispielsweise von den Unpaarhufern ist, bei denen sich der Hypoconus aus einem Cingulum, einem Zahnschmelzwulst, heraus entwickelte). Da der Höcker bei Ocepeia aber noch nicht vollständig ausgeprägt ist, wurde die Gattung an die Basis eines neuen übergreifenden Taxons, den Paenungulatomorpha gestellt.

### Forschungsgeschichte
Die wissenschaftliche Erstbeschreibung von Ocepeia erfolgte im Jahr 2001 durch Emmanuel Gheerbrant und Jean Sudre anhand zweier Unterkieferfragmente aus der Region Grand Daoui des Ouled-Abdoun-Becken in Marokko. Der Holotyp (Exemplarnummer: CPSGM-MA1) umfasst den rechten Unterkieferast mit dem erhaltenen hintersten Prämolar und dem ersten Molar. Der Gattungsname Ocepeia leitet sich dabei von den Initialen des Unternehmens Office Chérifien des Phosphates (OCP) her, dem nationalen, marokkanischen Unternehmen zum Abbau von Phosphat. Da damals nur insgesamt vier Zähne bekannt waren, erfolgte aufgrund der Gestaltung dieser eine Zuordnung zu den Phenacodonta, einer Gruppe urtümlicher Huftiere, die hauptsächlich während des Paläozäns und des Eozäns in Nordamerika verbreitet waren. Allerdings bestanden auch Ähnlichkeiten zu den Arctocyonidae, welche in die Stammgruppe der Condylarthra oder aber in die eigene Gruppe der Procreodi gehören. Hier wiesen vor allem Loxolophus und Lambertocyon neben ähnlich gestalteten niederkronigen Zähnen auch ein generell robustes Gebiss auf. In einer wenige Jahre später erfolgten Untersuchung an weiterem Fundmaterial wurde Ocepeia mit ungeklärter Familienangehörigkeit den Paenungulata zugewiesen, wofür einzelne Merkmale der Molaren verantwortlich waren. Das neue Schädelfundmaterial aus Sidi Chennane führte zu einer neuen Interpretation, sodass Ocepeia nun als basaler Vertreter der Afrotheria anzusehen ist, der möglicherweise aufgrund der selenobunodonten Backenzähne den Paenungulata nahesteht. Zudem wurde Ocepeia in dieser jüngsten Studie in die nach ihm benannte Familie der Ocepeiidae eingegliedert.